# Mglebi Zugdidi
SK Mglebi Zugdidi (gruz. სკ მგლები ზუგდიდი) – gruziński klub piłkarski z siedzibą w Zugdidi.

## Historia
Klub został założony w 2006 jako Mglebi Zugdidi. W sezonie 2006 występował w Regionuli Liga. Latem 2006 dołączył do klubu SK Zugdidi, który występował w Pirveli Liga. Klub pod nazwą Mglebi Zugdidi kontynuował występy w Pirveli Liga.